# Cases Bertrand (Barcelona)
Les cases Bertrand són un conjunt arquitectònic situat als carrers de Balmes, 44-48, del Consell de Cent, 276 i de la Diputació, 235 de Barcelona, el darrer dels quals està catalogat com a bé amb elements d'interès (categoria C). Als baixos del carrer de Balmes, 48 hi ha el Museu del Modernisme Català.

## Història
Van ser projectades per l'arquitecte Enric Sagnier per als empresaris tèxtils Joan i Josep Bertrand i Salsas el 1902 (Balmes, 44-48) i 1903 (Balmes, 50 i Consell de Cent, 276). per a ubicar-hi el despatx i el magatzem de la seva empresa.

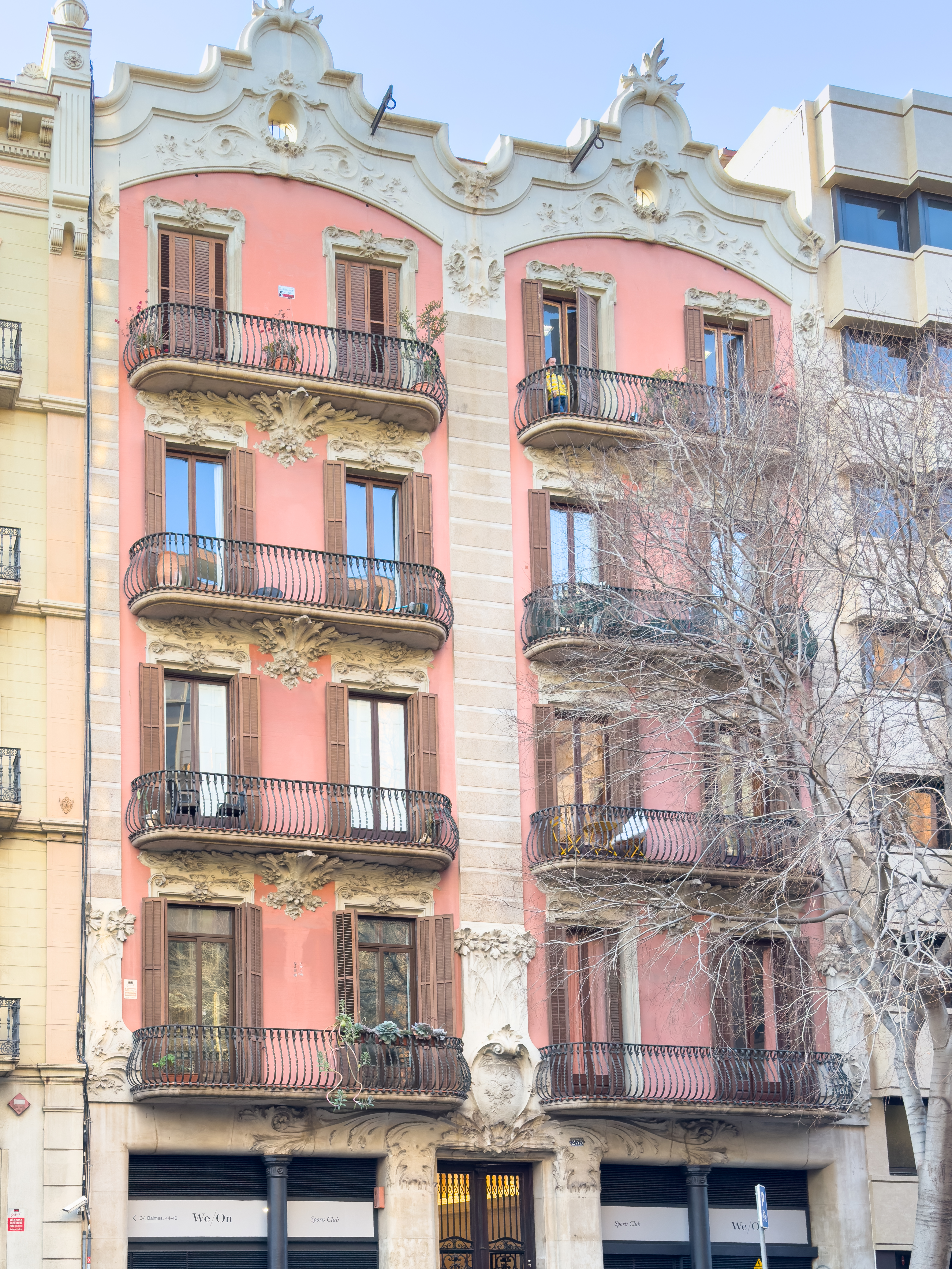
Diputació, 235

## Descripció
És un conjunt d'edificis de planta baixa i quatre pisos amb una façana formada per la juxtaposició de dos cossos separats per una estreta franja plana i coronats per un frontó arrodonit. A la planta baixa hi ha tres obertures, de les quals la central, que correspon a la porta de veïns, té una llinda i emmarcament molt ornamentat. Als pisos, hi ha balcons amb dues obertures cadascun, i el parament és d'estucat vermellós a les franges laterals i hi ha grans relleus sota els balcons i damunt les lindes.